# 船見出入口
船見出入口（ふなみでいりぐち）は、愛知県名古屋市港区船見町にある名古屋高速4号東海線の出入口である。

## 概要
都心環状線方面への入口と同方面からの出口のみをもつハーフインターチェンジである。この入口から東海JCT方面には行けないため、伊勢湾岸自動車道を利用の場合は直接当該高速道路入口に向かう。
出入口はループ状である。

## 路線
- 名古屋高速4号東海線

## 歴史
- 2011年（平成23年）11月19日 : 木場出入口 - 東海JCT間開通に伴い供用開始

## 利用台数
名古屋市統計年鑑による利用台数の推移
| 2011年（平成23年）度 | 11053台  |  |
| 2012年（平成24年）度 | 33610台  |  |
| 2013年（平成25年）度 | 125712台 |  |

## 接続する道路
- 直接接続：名古屋市道船見町第2号線、名古屋市道船見町第3号線
- 間接接続：愛知県道55号名古屋半田線、愛知県道225号名古屋東港線

## 隣
名古屋高速4号東海線
(405/415)木場出入口 - (406/416)船見出入口 - (407/417)東海新宝出入口